# Margo Mulder
Margo Mulder (Hendrik-Ido-Ambacht, 7 januari 1969) is een Nederlands klinisch psychologe, politica en bestuurster. Ze is lid van de PvdA. Sinds 5 juli 2023 is zij burgemeester van Bergen op Zoom.

## Biografie

### Maatschappelijke carrière
Mulder is geboren in Hendrik-Ido-Ambacht als jongste van negen kinderen. Ze studeerde klinische psychologie aan de Katholieke Universiteit Nijmegen en volgde een Executive Master of Health Administration aan de TIAS Business School. Ze was werkzaam als klinisch psycholoog bij het Elisabeth-TweeSteden Ziekenhuis in Tilburg. 

### Politieke carrière
Mulder werd in 2006 gemeenteraadslid en fractievoorzitter voor de PvdA in Heusden. Daarna was zij er van 2010 tot 2018 wethouder. Van 2017 tot 2018 was ze vicevoorzitter van de PvdA in Noord-Brabant. Vanaf 12 september 2018 was ze burgemeester van Goes. Op 5 juli 2023 werd ze burgemeester van Bergen op Zoom.

### Privéleven
Mulder trouwde en kreeg een dochter. Haar man was in het verleden wethouder van Sprang-Capelle en Waalwijk.